# Fritz Mende (Literaturwissenschaftler)
Fritz Mende (* 23. November 1920 in Halle (Saale); † 9. Oktober 2001 in Melsungen) war ein deutscher Literaturwissenschaftler, der sich hauptsächlich mit Leben und Werk des Schriftstellers Heinrich Heine beschäftigte.

## Heine-Forscher
Fritz Mende wurde 1961 an der Humboldt-Universität in Berlin mit einer Arbeit über Heinrich Heine im Literaturunterricht der Oberstufe promoviert. Anschließend war er lange Jahre für die Nationalen Forschungs- und Gedenkstätten der Klassischen Deutschen Literatur in Weimar (heute Klassik Stiftung Weimar) tätig, wo er zu den wichtigsten Mitarbeitern der Heine-Säkularausgabe gehörte. Ein Standardwerk für die Heine-Philologie wurde seine Heine-Chronik.  Ferner besorgte er für die Reihe Bibliothek Deutscher Klassiker die in mehreren Auflagen erschienene Auswahlausgabe von Heines Briefen. Spezielle Forschungsresultate veröffentlichte er als Aufsätze unter anderem in den Zeitschriften Etudes Germaniques, Weimarer Beiträge oder dem Heine-Jahrbuch. Sein letztes Projekt, eine Dokumentation der grundlegenden Begriffe in Heines Werken, blieb unvollendet.

## Veröffentlichungen
- Heinrich Heine im Literaturunterricht. Verlag Volk und Wissen, Berlin 1962.
- Heines Briefe in einem Band. Ausgewählt und erläutert von Fritz Mende. Aufbau-Verlag, Berlin 1969.
- Heinrich Heine : Chronik seines Lebens und Werkes. Akademie-Verlag, Berlin 1970. Zweite, bearbeitete und erweiterte Auflage: Kohlhammer, Stuttgart [u. a.] 1981. ISBN 3-412-02674-3.
- Heinrich Heine. Studien zu seinem Leben und Werk. Akademie-Verlag, Berlin 1983.